# SQLI
SQLI est une entreprise de services du numérique française (ESN).

## Historique
La société a été fondée en 1990, sous le nom de SQL Ingenierie, par Jean Rouveyrol et Alain Lefebvre. Il s’agit alors d’une société de conseil en systèmes et logiciels informatiques. En 1998, est créé l'agence web Keenvision. En 1999, SQL Ingenierie prend le nom de Groupe SQLI.
En 2000, le groupe SQLI réalise plusieurs acquisitions en France et ouvre sa première filiale en Suisse.
Il était coté en bourse sur Euronext Paris entre 21 juillet 2000 et novembre 2024[réf. souhaitée]. Une nouvelle équipe de direction est mise en place en 2002 et le groupe se concentre alors sur l'industrialisation des projets basée sur les processus CMMI[réf. souhaitée].
En 2003, SQLI ouvre son premier centre de services nearshore au Maroc. L'entreprise acquiert Alcyonix et EoZen en 2007, puis Naxeo et LSF Interactive, en 2014. L'entreprise acquiert l'année suivante Star Republic en Suède, et d'Osudio au BENELUX,. En 2018, SQLI fait l’acquisition, via sa filiale Osudio, de la société berlinoise CDLX et ouvre une succursale à Barcelone en Espagne,. En 2020, Redbox Digital, basée à Londres et présente au Royaume-uni et au Moyen-Orient, intègre le groupe SQLI,. En 2024 SQLI, annonce l’acquisition de Levana, agence française spécialisée dans l'écosystème Salesforce.
En novembre 2024, DBAY advisors franchit le seuil de 90% du capital et des droits de vote de SQLI, qui est donc retiré de la cotation en bourse.